# Phanoperla bakeri
Phanoperla bakeri är en bäcksländeart som först beskrevs av Banks 1924.  Phanoperla bakeri ingår i släktet Phanoperla och familjen jättebäcksländor. Inga underarter finns listade i Catalogue of Life.